# Коцебу (Краснодарский край)
Коцебу — посёлок железнодорожной платформы в Новокубанском районе Краснодарского края. Входит в состав Ковалёвского сельского поселения.
Расположен при ж.-д. остановочном пункте Коцебу (линия Кропоткин — Армавир) в 15 км к северо-западу от Новокубанска и в 150 км к востоку от Краснодара.

## Население
| 2002 | 2010 |
| ---- | ---- |
| 35   | ↘34  |